# بیمار بزرگ
بیمار بزرگ (انگلیسی: The Big Sick) فیلمی در ژانر کمدی رمانتیک به کارگردانی مایکل شوالتر است که از سوی آمازون استودیوز در ۲۰ ژانویه ۲۰۱۷ منتشر شد. از بازیگران آن می‌توان به زویی کازان، هالی هانتر، ری رومانو، کمیل نانجیانی، و انوپم کهیر اشاره کرد.